# Gat Ou Hoi
Gat Ou Hoi (chiń. 吉澳海, ang. Crooked Harbour) – zatoka Morza Południowochińskiego, administracyjnie znajdująca się w granicach Hongkongu – specjalnego regionu administracyjnego Chińskiej Republiki Ludowej, w północno-wschodniej części regionu Nowe Terytoria; od południa łączy się z zatoką Jan Zau Tong (印洲塘, ang. Double Haven), od wschodu ograniczona jest wyspą Gat Ou (吉澳, ang. Crooked Island), od zachodu częścią kontynentalną Hongkongu.
Północno-wschodnia część Nowych Terytoriów jest jednym z najcenniejszych przyrodniczo obszarów w Hongkongu. Zatoka znajduje się w granicach Geoparku UNESCO – „Hongkong”, obejmującego wulkaniczne (felzytowe – stosunkowo rzadkie) skały w dzielnicy Sai Gung i osadowe formacje północno-wschodniej części Nowych Terytoriów, łącznie na obszarze około 150 km². Część zatoki, łącznie z wyspą Gat Ou, od 1979 włączona jest również w granice obszaru chronionego Chuan Wan Jiaoye Gongyuan (chiń. 船灣郊野公園, ang. Plover Cove Country Park), powstałego w 1978.

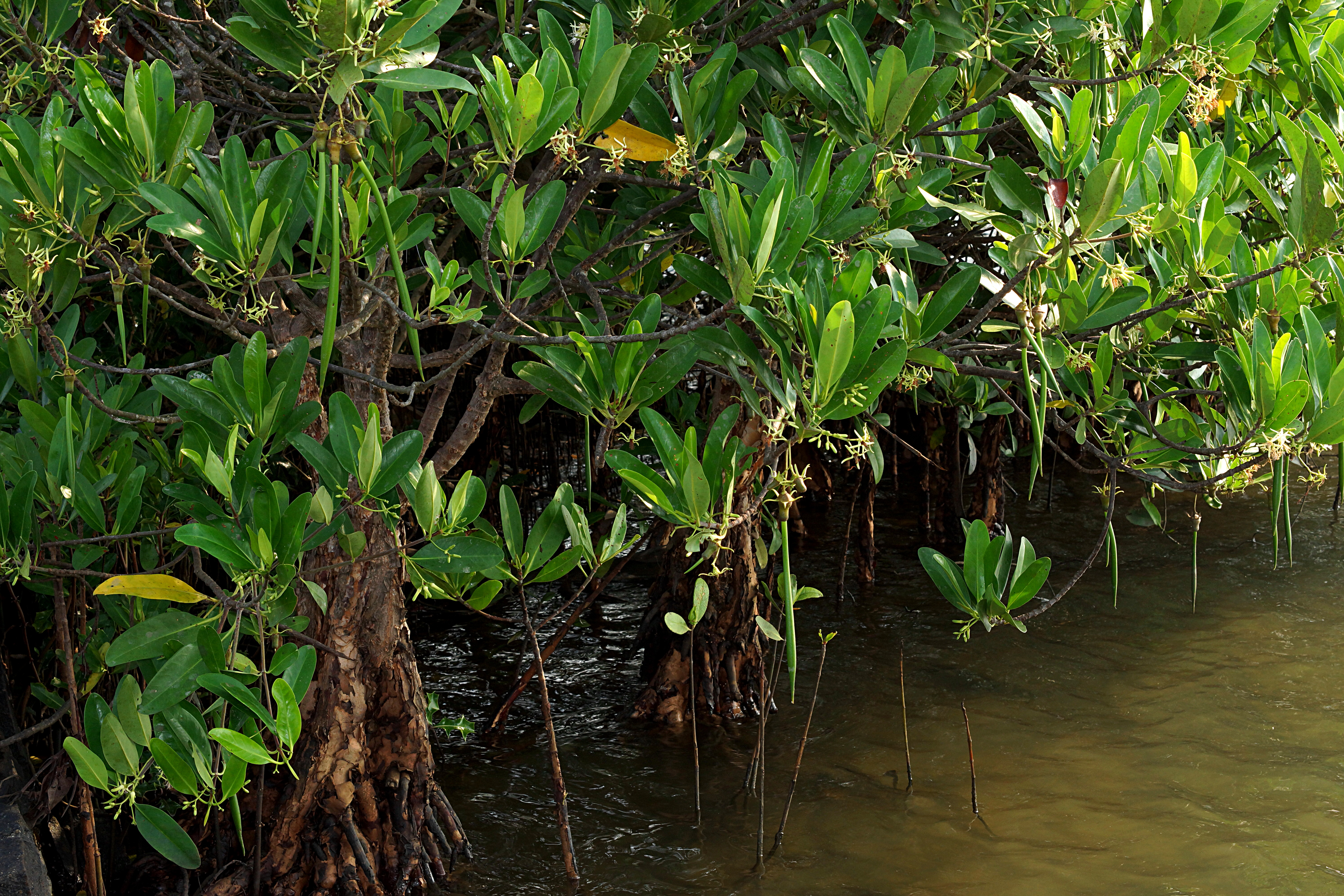
Kandelia candel – przedstawiciel lasów namorzynowych nad Gat Ou Hoi

Dno Gat Ou Hoi pokrywają trawy morskie, wśród których są m.in. Zostera japonica z rodziny zosterowatych i Halophila ovalis z rodziny żabiściekowatych. To właśnie w zatoce tej w pobliżu miejscowości Lai Zi Wo (22°31′37.14″N 114°15′33.21″E) w 1977 po raz pierwszy na terenie Hongkongu zaobserwowano trawę morską z rodzaju Zostera. Pośród tej roślinności wodnej spotykane były m.in. ślimaki rodzaju Clithon z rodziny rozdepkowatych. Tereny przybrzeżne zatoki porastają m.in. lasy namorzynowe z gatunkiem dominującym Kandelia candel z rodziny korzeniarowatych, a także trzciny. Tam też odnotowano obecność czapli purpurowej (Ardea purpurea). Na wyspie Gat Ou stwierdzono występowanie kukułki rdzawoskrzydłej (Clamator coromandus).
W wodach obejmujących Gat Ou Hoi, Jan Zau Tong, a także Saa Tau Gok Hoi (沙頭角海, ang. Starling Inlet) zaobserwowano gatunki skorupiaków, wśród których najliczniejsze były: Portunus trilobatus, Charybdis anisodon  i Portunus sanguinolentus z rodziny portunikowatych, Dorippoides facchino z rodziny Dorippidae.